# Бьюкенен-стрит (станция метро)
«Бью́кенен-стрит» (англ. Buchanan Street) — одна из 15 станций метрополитена Глазго.
Она выводит на главную торговую улицу Глазго — Бьюкенен-стрит. Неподалёку расположен автовокзал, а также станция железной дороги Glasgow Queen Street, с которой её связывает пассажирский конвейер.
«Бьюкенен-стрит» — одна из самых оживлённых станций метро, в 2005 году через неё прошли 2,54 млн пассажиров.

## Описание
Станция была построена в 1896 году и имела одну двустороннюю платформу.
Дополнительные боковые платформы были добавлены при модернизации 1977—1980 годов. Была добавлена стеклянная стена на одной стороне средней платформы, чтобы предотвратить доступ к поездам, посадка на которые производится с боковой платформы.
Каждая платформа имеет одну лестницу, соединяющую её с кассовым залом, расположенным на поверхности, что создаёт заторы в часы пик из-за конфликта пассажиропотоков в одном месте.
Вход на станцию ограничен стоящими рядом зданиями, а сверху оборудован навесом, который был восстановлен в 1999 году при реконструкции Бьюкенен-стрит. Этот навес целиком изготовлен из строительного стекла.

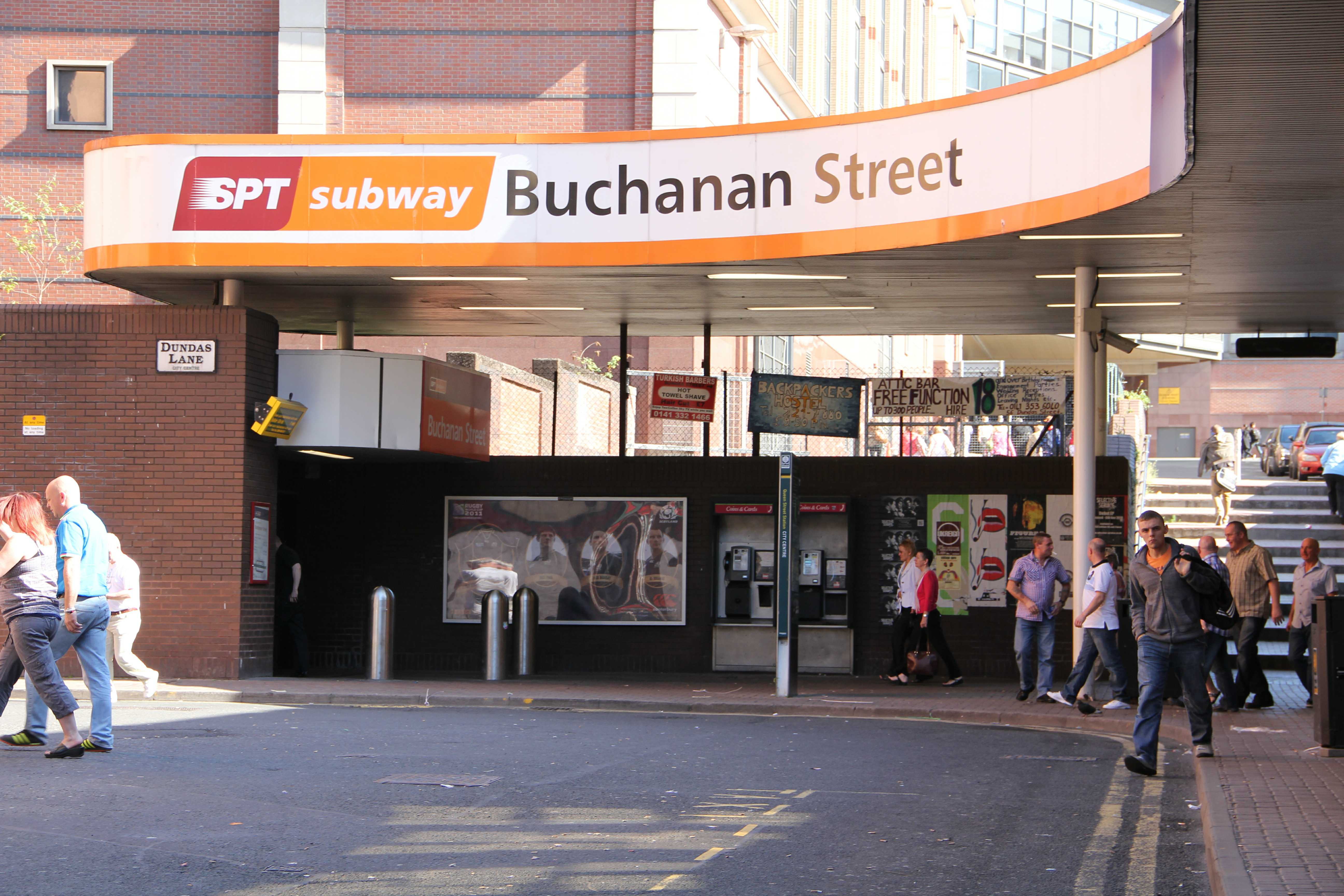
Вход на станцию «Бьюкенен-стрит» со стороны